# Ейс Кеннон
Ейс Ке́ннон (англ. Ace Cannon; 5 травня 1934, Гренада — 6 грудня 2018, Калхун-Сіті) — американський саксофоніст.

## Життєпис
Народився 1934 року в містечку Гренада (Міссісіпі).
Грав на тенорі та альт-саксофоні. Гастролював з виконавцями Hi Records як компаньйон Білла Блека. Почав сольну кар'єру з його записом «Tuff» 1961 року, використовуючи музичну групу підтримки. «Tuff» посів № 17 на американському Billboard Hot 100 1962 року, наступний сингл «Blues (Stay Away from Me)» посів 36 сходинку того ж року.
У квітні 1965 року випустив «Ace Cannon Live» — студійний альбом був записаний перед аудиторією.
Його ім'я внесене як в Музей рок- і соул-музики, так і в Зал слави рокабілі. У травні 2007 року в його рідному місті Калхун проведено перший щорічний фестиваль Ace Cannon, а 9 грудня 2008 року ім'я саксофоніста занесено до Зали слави музикантів Міссісіпі.
Після багатьох років гастролей та виступів перед шанувальниками він повернувся до міста Калхун наприкінці 1980-х, там проживав до своєї смерті. Щороку виступав на численних заходах, грав у гольф на домашньому корті.
Помер 2018 року в Калхун-Сіті.

## Дискографія: альбоми та сингли
- 1961 — Tuff
- 1962 — Tuff Sax
- 1962 — Blues (Stay Away From Me)
- 1962 — Sugar Blues
- 1962 — Volare
- 1963 — Since I Met You Baby
- 1963 — Cotton Fields
- 1963 — Swanee River
- 1964 — Plays the Great Show Tunes
- 1964 — Aces Hi
- 1964 — Searchin
- 1964 — Empty Arms
- 1965 — Live
- 1965 — Sea Cruise
- 1966 — Christmas Cheers from Ace Cannon (US Hot Albums #44)
- 1966 — Sweet & Tuff
- 1966 — Funny How Time Slips Away
- 1967 — Memphis Golden Hits
- 1968 — By the Time I Get to Phoenix
- 1969 — Ace of Sax
- 1972 — Cannon Country — Ace, That is!
- 1972 — Country Comfort
- 1973 — Baby Don't Get Hooked On Me
- 1977 — Blue Eyes Crying in the Rain